# 汉庐
汉庐位于扬州市广陵区东关街道石牌楼7号。现为扬州市文物保护单位。

## 历史
汉庐原为清盐商许公澍住宅，金石书画家吴熙载、书画家陈含光、牙雕家黄汉侯先后在此居住。东西两路，前后三进，占地面积约770平方米。